# 오전동
오전동(五全洞)은 경기도 의왕시의 동이다.

## 법정동
- 오전동

## 교육
- 오전초등학교
- 의왕초등학교
- 모락초등학교
- 의왕중학교
- 고천중학교
- 모락중학교
- 모락고등학교

## 기타 시설
- 모락산

## 사업장

### 과거에 존재한 사업장
- 해태제과 - 아이스크림 전용 공장으로 2009년까지 운영되었다.

## 교통

### 도로
- 경수대로